# تعداد الولايات المتحدة 1830
تعداد الولايات المتحدة 1830 كان خامس تعداد للسكان يجرى في الولايات المتحدة. تم إجراء التعداد في 1 يونيو 1830. تم تقدير العدد الكلي للسكان 24 ولاية بحوالي 12,866,020 منهم 2,009,043 عبيد. مركز السكان كان على بعد 170 ميل (274 كلم) من غرب واشنطن في مقاطعة جرانت كاونتي، فرجينيا.

## وصلات خارجية
- بيانات تاريخية لتعداد سكان الولايات المتحدة